# Asiatisk gabenæb
Asiatisk gabenæb (latin: Anastomus oscitans) er en storkefugl, der lever i det sydlige Asien.